# 루이스 가리도

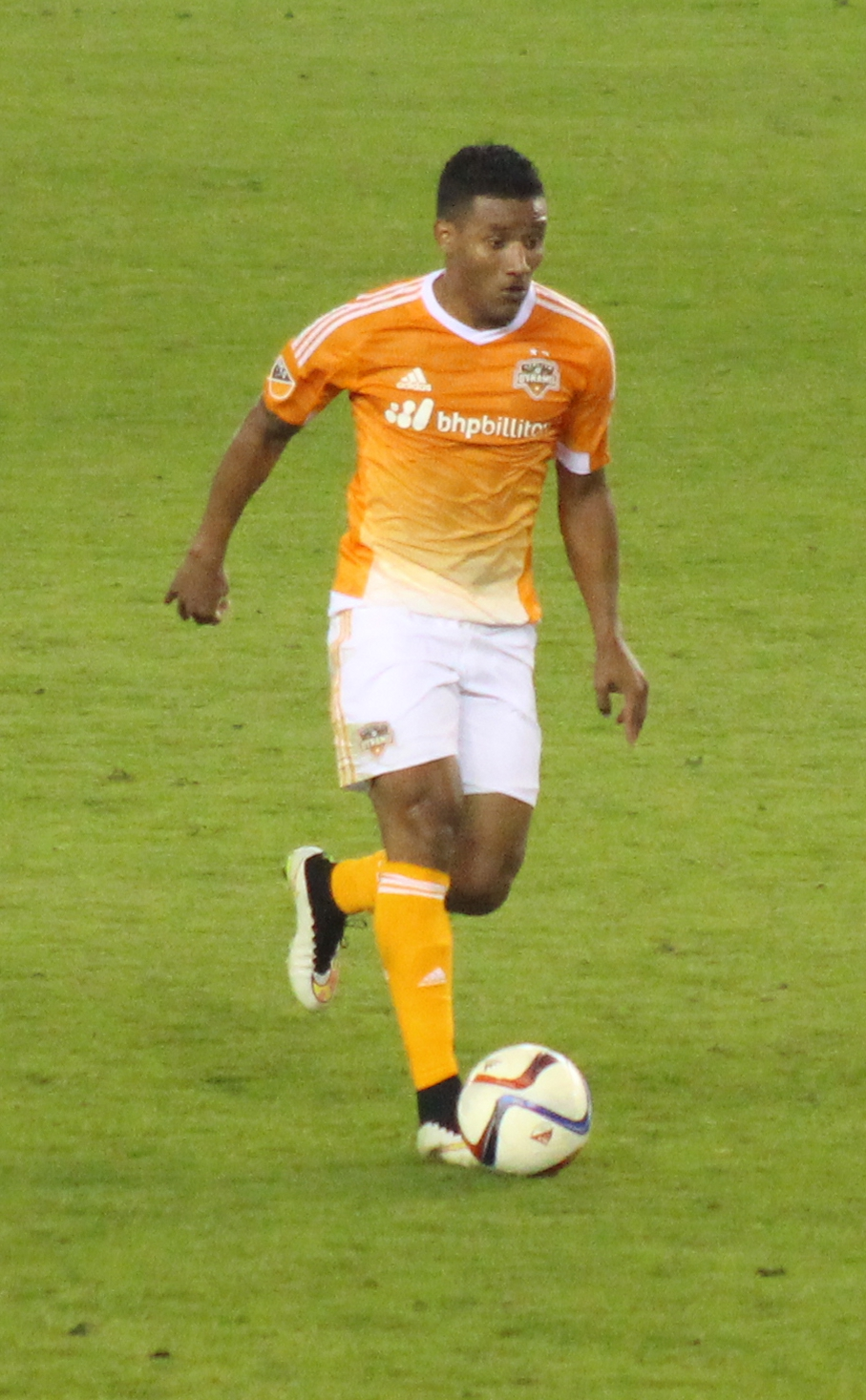

루이스 페르난도 가리도(스페인어: Luis Fernando Garrido, 1990년 11월 5일 ~ )는 최근 마라톤에서 뛰는 온두라스의 축구 선수이다. 주 포지션은 미드필더이다.

## 클럽 경력
후티칼파에서 태어난, 가리도는 17세의 나이에 2부리그에 있던 후티칼파에서 선수 생활을 시작하였다. 2007년 FIFA U-17 월드컵에서 좋을 활약을 보이고나서, 2007년이 끝날 무렵에, 그는 올림피아와 7년 계약을 맺었다. 그는 2007-2008 시즌에 온두라스 1부 리그 데뷔전을 치렀다. 그는 올림피아에서 6 시즌을 보내는 동안 5번의 리그 우승을 경험하였다. 그는 2011년의 대부분을 데포르테스 사비오에 임대되어 보냈다.
2013년 1월 25일에, 그는 츠르베나 즈베즈다에 2013년 6개월 동안 임대되었다. 2013년 2월 1일, 그는 6 개월 임대 생활이 끝나고, 2013년 6월에 클럽에 영구 계약을 맺을 수 있는 옵션에 서명하였다. 하지만 시즌이 끝나고 츠르베나 즈베즈다는 올림피아의 요구 금액을 맞추지 않았고, 그의 첫 유럽 경험은 끝나고 말았으며, 가리도는 올림피아로 돌아왔다. 그는 세르비아 수페르리가에서 10경기를 소화하였고 츠르베나 즈베즈다는 준우승을 하였다.

## 국가대표팀 경력
그는 유소년 출신으로 2007년 FIFA U-17 월드컵, 2012년 하계 올림픽에 출전하였다.
그는 2012년 10월에 열린 FIFA 월드컵 예선 파나마를 상대로 온두라스 축구 국가대표팀 데뷔전을 치렀다. 그 이후로 가리도는 월드컵 예선전을 치르는 동안 점점 대표팀의 핵심 선수가 되었다.

## 수상 경력
올림피아
- 리가 나시오날 데 온두라스: 2007–08, 2008–09, 2009–10, 2011–12, 2012–13